# Guy Sajer
Guy Sajer (ur. 13 stycznia 1927, zm. 11 stycznia 2022) jest pseudonimem autora autobiografii "Zapomniany Żołnierz". Inne pseudonimy artystyczne używane przez pisarza to Guy Mouminoux, Dimitri, oraz Dimitri Lahache.
Sajer utrzymywał, iż jest obywatelem Alzacji, synem Niemki oraz Francuza. Podczas II wojny światowej wstąpił jako ochotnik do Wehrmachtu w wieku 16 lat. Dołączył na ochotnika do Dywizji Großdeutschland.
Po wojnie, dokładnie w 1967 roku wydał książkę zatytułowaną Zapomniany Żołnierz, opisując w niej swoje doświadczenia wojenne na froncie wschodnim - głównie przeżycia wewnętrzne nastoletniego żołnierza. Z uwagi na wartość merytoryczną oraz psychologiczną książka Sajera jest dziś bardzo ceniona przez historyków, a także wykładowców wojskowości. Powieść ta to dogłębne studium mentalności żołnierskiej.
Polskiego czytelnika mogą zainteresować fragmenty w których Sajer pisze o wojnie na terenach polskich.
Pod pseudonimem Dimitri rysował także komiksy wojenne.
Książki wydane jako Guy Sajer:
- L&L, Gdańsk 2002, ISBN 83-88595-86-5